# جبل زاوا
جبل زاوا هو جبل يقع في مدينة دهوك في شمال إقليم كردستان، وقد قامت حكومة الإقليم ببناء منتزه سياحي عليه.

## وصلات خارجية
1. ↑  جبل زاوا على خرائط جوجل نسخة محفوظة 22 مارس 2014 على موقع واي باك مشين.
2. ↑  مكان سياحي على جبل زاوا نسخة محفوظة 15 ديسمبر 2019 على موقع واي باك مشين.